# Resolución 464 del Consejo de Seguridad de las Naciones Unidas
La resolución 464 del Consejo de Seguridad de las Naciones Unidas, adoptada por unanimidad el 19 de febrero de 1980, después de examinar la solicitud de San Vicente y las Granadinas para la membresía en las Naciones Unidas, el Consejo recomendó a la Asamblea General que San Vicente y las Granadinas fuese admitida.